# Lanthanotus borneensis
Il lantanoto del Borneo (Lanthanotus borneensis Steindachner, 1878) è un rettile semiacquatico, appartenente al gruppo degli squamati. È l'unica specie della famiglia Lanthanotidae, un gruppo imparentato con i varani (Varanidae) e con gli elodermi (Helodermatidae). Vive esclusivamente nel Borneo settentrionale.

## Descrizione
Il lantanoto è lungo circa venti centimetri e possiede zampe molto corte, così come occhi molto piccoli. Il corpo, di colore marrone, è spesso e ricoperto di scaglie fortemente carenate. La testa non presenta alcun segno visibile di un orecchio esterno ed è chiaramente sprovvista di un timpano (da qui il nome a volte usato per l'animale, ovvero "varano senza orecchie"), ma nonostante questa caratteristica il lantanoto è in grado di sentire.

## Biologia
È un animale di abitudini fossorie, notturno e si nutre di lombrichi e altri piccoli animali. Come i suoi stretti parenti, il lantanoto è oviparo, anche se si conosce davvero poco riguardo alla sua riproduzione. Il lantanoto condivide alcune caratteristiche con i serpenti: la lingua bifida ed estroflettibile, una solida scatola cranica e l’incapacità di rigenerare la coda contrariamente a quanto avviene nelle lucertole. La palpebra inferiore infine presenta una squama trasparente, come quella di tutti i serpenti.

## Importanza scientifica
Questa specie è molto rara, e la maggior parte degli esemplari conosciuti sono conservati. Il lantanoto è comunque un animale estremamente interessante per gli scienziati, in quanto rappresenta il parente più prossimo di varanidi ed elodermatidi, e sembra essere una delle tre lucertole conosciute a possedere veleno (le altre due sono gli elodermi). Infine, è stato ipotizzato che il lantanoto rispecchi la morfologia del presunto antenato dei serpenti.